# Izginotje gospoda Boullocka
Izginotje gospoda Boullocka (francosko Monsieur Boullock a disparu) je belgijska gledališka igra, uprizorjena v treh dejanjih avtorja Hergéja in Jacques Van Melkebeka iz leta 1941. Zgodba vključuje Hergéjevega slavnega lika Tintina. Dogodki zgodbe se zgodijo izven kronologije Tintinovih zgodb.

## Zgodovina
Van Melkebeke je napisal prvo in tretje dejanje, Hergé pa drugo. Pisanje je trajalo le deset dni. To je bilo drugič, da sta sodelovala na odrski različici Tintina, po Tintin aux Indes, ki je bila uprizorjena v aprilu in maju 1941. Tako kot prejšnja predstava je Izginotje gospoda Boullocka nastala v Théâtre Royal des Galeries v Bruslju , režiral pa jo je Paul Riga. Predstave so se odvijale med božičnimi šolskimi počitnicami, 26., 29. in 30. decembra 1941 ter 3. in 8. januarja 1942. Kritični sprejem je bil mlačen.

## Igralska zasedba
- Marcel André[navedi vir] je igral detektiva poznana kot Petek in Svetek. V predstavi sta predstavljena z imeni "Durant in Durand"; kasneje sta bila preimenovana v "Dupont in Dupond."
- Tintin: Roland Ravez[navedi vir]

## Povzetek
Gospa Boullock pokliče Tintina ter detektiva, da bi našli njenega moža milijonarja, ki je pred dvema dnevoma izginil. Preden lahko sploh začnejo poizvedovati, k hiši pride moški, ki trdi, da trpi za amnezijo. Gospa Boullock ga identificira kot svojega moža, toda kmalu mu sledi identični moški, ki trdi, da trpi za amnezijo, zaradi česar začne dvomiti. Tintin in detektiva na pomoč pokličejo profesorja Doriforda, izumitelja detektorja resnice, da bi ugotovili, kdo je pravi gospod Boullock in kateri prevarant, ki želi pridobiti njegovo bogastvo. Prosper in Jules, pomagača prevaranta, poskušata ovirati njihovo pot in na koncu ubiti tako Tintina kot Doriforda.
Pustolovščina pripelje Tintina v Casablanco, pragozd Argentine ter na Kitajsko in Tibet (to je bil Tintinov prvi obisk Tibeta). Na koncu se vrne v Bruselj, v dom Boullockovih, kjer s pomočjo profesorja Doriforda in njegovega detektorja resnice odkrije prevaranta in resničnega gospoda Boullocka vrne k svoji ženi.

## Liki
Liki, ustvarjeni posebej za predstavo, vključujejo Mohameda El Bazoula, dva zlobca, Prosperja in Julesa, Indijca, Aztapopotitirolidacatapelta, Čou Či Fouja in Čanga ter dva tibetanska bhikhava.